# Elimelech Rimalt
Elimelech Rimalt (hebrejsky: אלימלך רימלט, plným jménem אלימלך-שמעון רימלט, Elimelech Šim'on Rimalt, žil 1. listopadu 1907 – 5. listopadu 1987) byl izraelský politik a dlouholetý poslanec Knesetu za strany Všeobecní sionisté, Liberální strana, Gachal a Likud. V letech 1969 až 1970 zastával v izraelské vládě post ministra poštovních služeb.

## Biografie
Narodil se v Haliči v tehdejším Rakousku-Uhersku. Vystudoval židovskou náboženskou základní školu a ješivu, hebrejskou střední školu v Krakově, rabínský seminář ve Vídni a filozofii na Vídeňské univerzitě. Získal osvědčení pro výkon profese rabína. V roce 1939 přesídlil do dnešního Izraele.

## Politická dráha
Byl jedním ze zakladatelů židovské mládežnické organizace Akiva v Polsku. Angažoval se v sionistické organizaci v Rakousku a předsedal skupině sionistických studentů ve Vídni. Zastával post ve vedení židovské náboženské obce ve Vídni. V letech 1939–1943 po přesídlení do dnešního Izraele byl ředitelem základní školy v Ramat Ganu, v letech 1943–1952 pak v tomto městě vedl odbor vzdělávání. V letech 1955–1959 zasedal v samosprávě Ramat Ganu a byl místostarostou města. V letech 1952–1965 předsedal odborové organizaci napojené na stranu Všeobecní sionisté, v letech 1965–1971 byl předsedou předsednictva Liberální strany, kde pak v letech 1971–1975 působil jako předseda. V letech 1966–1968 se podílel na činnosti Organizace základních a následných škol v Izraeli.
V izraelském parlamentu zasedl poprvé po volbách v roce 1951, do nichž šel za Všeobecné sionisty. Byl členem parlamentního výboru House Committee, výboru pro vzdělávání a kulturu, výboru práce a výboru pro zahraniční záležitosti a obranu. V roce 1952 napadl dojednávanou dohodu o reparacích mezi Izraelem a Západním Německem. Za Všeobecné sionisty byl opětovně zvolen ve volbách v roce 1955. Stal se členem výboru pro zahraniční záležitosti a obranu a výboru práce. Na kandidátce Všeobecných sionistů byl zvolen i ve volbách v roce 1959. Nastoupil jako předseda do výboru pro vzdělávání a kulturu, dále byl členem výboru pro zahraniční záležitosti a obranu. Během funkčního období přešel do poslaneckého klubu Liberální strany. Za ni se dočkal dalšího mandátu ve volbách v roce 1961. Byl členem výboru pro vzdělávání a kulturu, výboru práce a výboru pro zahraniční záležitosti a obranu. Během funkčního období pak přešel do poslaneckého klubu formace Gachal. Za ni byl zvolen ve volbách v roce 1965. Stal se předsedou výboru pro vzdělávání a kulturu a členem výboru pro zahraniční záležitosti a obranu. Předsedal podvýboru pro emigraci atletů, zvláštnímu výboru pro prověření systému základního a sstředního školství v Izraeli, společnému výboru pro školné v institucích vyššího vzdělávání, společnému podvýboru pro zřízení studijního centra pro habitat, a společnému výboru pro přesun školy Mikve Jisra'el. Za Gachal se dočkal zvolení ve volbách v roce 1969. Po nich byl opět předsedou výboru pro vzdělávání a kulturu a členem výboru pro zahraniční záležitosti a obranu. Na kandidátce Likudu pak do Knesetu pronikl po volbách v roce 1973, po nichž zůstal členem výboru pro zahraniční záležitosti a obranu. Byl předsedou poslaneckého klubu Likudu. Ve volbách v roce 1977 nekandidoval.
V letech 1969–1970 zastával i vládní post. Konkrétně šlo o ministra poštovních služeb.